# Schwedische Badmintonmeisterschaft 2021
Die Schwedische Badmintonmeisterschaft 2021 fand vom 13. bis zum 15. August 2021 in Borås statt.

## Medaillengewinner
| Disziplin    | Gold                           | Silber                             | Bronze                         |
| ------------ | ------------------------------ | ---------------------------------- | ------------------------------ |
| Herreneinzel | Felix Burestedt                | Jacob Nilsson                      | Johan Azelius                  |
| Herreneinzel | Felix Burestedt                | Jacob Nilsson                      | Andy Tsai                      |
| Dameneinzel  | Edith Urell                    | Frida Lindström                    | Rebecca Kuhl                   |
| Dameneinzel  | Edith Urell                    | Frida Lindström                    | Julia Tuvesson                 |
| Herrendoppel | Joel Hansson Melker Bexell     | Tim Foo Andi Hartono               | Ludwig Axelsson Tom Söderström |
| Herrendoppel | Joel Hansson Melker Bexell     | Tim Foo Andi Hartono               | Erik Angervall Toni Holm Lovén |
| Damendoppel  | Johanna Magnusson Clara Nistad | Sanne Ekberg Elin Öhling           | Malena Norrman Ronak Olyaee    |
| Damendoppel  | Johanna Magnusson Clara Nistad | Sanne Ekberg Elin Öhling           | Moa Sjöö Tilda Sjöö            |
| Mixed        | Gustav Björkler Sanne Ekberg   | Ludvig Petre Olsson Malena Norrman | Hannes Svensson Ronak Olyaee   |
| Mixed        | Gustav Björkler Sanne Ekberg   | Ludvig Petre Olsson Malena Norrman | Melker Bexell Tilda Sjöö       |